# Colonia Valdense
Colonia Valdense ist eine Stadt im Süden Uruguays.

## Geographie
Colonia Valdense befindet sich auf dem Gebiet des Departamento Colonia an der Ruta 1. Die Entfernung zur östlich gelegenen Landeshauptstadt Montevideo beträgt 121 km. Im Nordosten liegt knapp zehn Kilometer entfernt die Nachbarstadt Nueva Helvecia, während südlich Chico Torino und der zwischen den Orten verlaufende Arroyo Sarandí Grande gelegen sind. 67 km westlich von Colonia Valdense befindet sich Colonia del Sacramento, die Hauptstadt des Departamentos.

## Geschichte
1856 hervorgegangen aus einer Ansiedlung von elf aus Villar Pellice im Piemont stammenden waldensischen Einwanderern, führt der Name des Ortes auf Petrus Valdes, den französischen Gründer der Waldenser, zurück. Colonia Valdense wurde am 6. Januar 1951 durch das Gesetz Nr. 11.742 in den Status „Pueblo“ erhoben.

## Infrastruktur
Die Gegend um Colonia Valdense gehört zu den entwickeltsten im Süden des Landes und ist im Wesentlichen von landwirtschaftlicher Viehzucht und Milchproduktion geprägt. In Colonia Valdense befindet sich das Liceo Daniel Armand Ugón. Die Schule wurde 1888 gegründet und war damit das zweite weiterführende schulische Institut im Landesinneren überhaupt. 14 Kilometer außerhalb von Colonia Valdense liegt am Ufer des Río de la Plata zwischen den Orten Los Pinos und Playa Fomento der zur waldensischen Kirche gehörende Parque 17 de Febrero.

## Einwohner
2011 hatte die Stadt 3.235 Einwohner, davon 1.496 männliche und 1.739 weibliche.
| Jahr | Einwohner |
| ---- | --------- |
| 1963 | 1.665     |
| 1975 | 2.140     |
| 1985 | 2.409     |
| 1996 | 2.876     |
| 2004 | 3.087     |
| 2011 | 3.235     |

Quelle:

## Städtepartnerschaften
- Luserna San Giovanni, Italien

## Söhne und Töchter der Stadt
- Enrique Armand-Ugón (1893–1984), Jurist
- Bernardo Long (* 1989), Fußballspieler

## Sonstiges
Die aus Deutschland emigrierte Theologin und Widerstandskämpferin Annemarie Rübens lebte seit 1936 in Colonia Valdense. Ihr Haus Rübens wurde von 1938 an zum Treffpunkt der deutschen Emigration beidseits des Rio de la Plata und ermöglichte vielen jüdischen und nichtjüdischen Emigrantenkindern Ferienaufenthalte. 1973, nach dem Militärputsch in Uruguay, öffnete Annemarie Rübens ihr Haus erneut für Kinder politisch verfolgter Eltern, bevor sie selber das Land verlassen musste.